# 昔加末站
昔加末站位于马来西亚柔佛州昔加末县昔加末市车站路，属于KTM城际铁路。马来亚铁道公司是该车站的主要运营公司。火车站位于昔加末市中心，毗邻昔加末中央广场，并且步行即可到达昔加末的出租车和巴士终站。

## 主要线路
- 巴东勿刹或北海往返昔加末（ETS）
- 金马士往返新山中央车站（南方快车）
- 道北往返新山中央车站（东方人民快车）

而以上路线的营运服务如下：
- ETS
  - 巴东勿刹往返昔加末（每日1对）
  - 北海往返昔加末（每日1对）
- 城际列车
  - 金马士往返新山中央车站（每日3对）
  - 道北往返新山中央车站（每日1对）

## 历史
昔加末火车站最早可追溯至1908年西海岸铁路线从金马士延伸至昔加末的工程。初代车站采用木质结构，耗资1万元建成。1924年，当局在原址进行扩建工程，升级为规模更大的站体建筑。2002年12月23日，车站办事处区域发生火灾，部分建筑遭焚毁。修复工程中保留了尚可使用的结构，其余部分改用砖材重建。这座位于市中心的车站不仅是交通枢纽，更成为当地居民夜间聚餐的热门去处，其著名的椰浆饭成为一代人的集体记忆。
2020年10月，为配合雙軌鐵道工程，旧站启动拆除重建。2021年4月28日，火车服务暂时迁移至3.7公里外，距离武吉仕砵新村（红牌）路口约50公尺的甘榜西丁，该货柜临时站设有150米长站台、40个停车位及基本便民设施。2021年4月28日，昔加末市的火车服务暂时迁移至距离武吉仕砵新村（红牌）路口约50公尺的甘榜西丁。该座临时火车站由货柜组装而成，约150公尺长，设有临时站台、售票处、祈祷室、两间厕所和40个停车位。
新车站采用高架轨道设计以避免水患影响，2023年完成主体工程后，马来亚铁道公司展开信号系统测试。最终于2024年5月15日上午7时正式启用。此工程使昔加末市区三处铁路平交道废止，仅保留金马士峇鲁与丁能车站的平交道系统。

### 服务扩展
马来亚铁道公司宣布自2025年3月15日起，将延长4班双轨电动列车（ETS）至本站，涵盖北海-金马士与巴东勿刹-金马士既有路线。此扩展属金马士－新山双轨电气化铁路工程环节，该工程共涵盖11座新车站。

## 车站设施
新车站由杨忠礼集团承建，为柔佛州继新山与居銮之后，规模第三大的铁路枢纽，其特色为全马唯一配备4.5米深防水地底涵洞的设计。地面层主入口采用分流设计：左侧通往付费区，设有祈祷室与无障碍洗手间；右侧设置售票柜台及自动售票机，并连接商业空间。通过电梯或自动扶梯可抵达一楼高架站台层，该层配置两个侧式站台，站台顶部安装太阳能板供电系统。安全设施方面，全站覆盖闭路电视监控网络，站外规划97个汽车与49个摩托车停车位。为便利残障人士，站内设置专用洗手间、优先停车位及盲道指引系统。承包商另于车站西侧建设9个单位员工宿舍，采用模块化预制件技术缩短工期。